# Rac (GTPasa)
Las Rac GTPasas representan una familia de pequeñas proteínas de unión al GTP implicadas en la organización del citoesqueleto, migración celular, transcripción genética y proliferación celular.

## Relevancia clínica
Estas proteínas son importantes en la progresión del cáncer y en la diseminación metastásica. [1]. 